# Stefano Jossa
Stefano Jossa (Napoli, 1966) è un critico letterario italiano.

## Biografia
Nato a Napoli nel 1966, si è laureato in lettere con Giancarlo Mazzacurati presso l'Università degli Studi di Napoli "Federico II" nel 1988 e ha conseguito il dottorato di ricerca presso l'Università degli Studi di Pisa nel 1993. 
Dal 1993 al 2007 è stato insegnante nei licei italiani. 
Nel 2002-2003 è stato Fellow presso Villa I Tatti - The Harvard Centre for Italian Renaissance Studies e nel 2006 Stipendiat presso la Herzog August Bibliothek di Wolfenbüttel (Germania).
Dal 2007 al 2021 ha lavorato presso la Royal Holloway (University of London), dove è stato Lecturer, Senior Lecturer e poi Reader, diventando Visiting Research Fellow dal 2021. Ha tenuto corsi su Dante, Petrarca, Boccaccio, il Rinascimento italiano, Ariosto, il Risorgimento, la costruzione dell'identità nazionale in Italia, il teatro italiano contemporaneo.
Ha partecipato a numerose opere collettive, sia tra le più tradizionali, come il Dizionario biografico degli italiani, sia tra le più innovative, come il Dizionario dei temi letterari (Utet 2007) e l’Atlante della letteratura italiana (Einaudi 2010). Nel 2017 è stato invitato a ricoprire la cattedra De Sanctis presso l'ETH di Zurigo, è stato visiting professor all'Università di Parma e membro della giuria del Premio Mondello. Nel 2018 è stato visiting professor all'Università degli Studi Roma Tre. Dal 2007 collabora come critico d'arte alle pagine di alias, supplemento culturale del quotidiano il manifesto. Dal 2022 insegna letteratura italiana presso l'Università degli Studi di Palermo. Nel 2024 è stato Fulbright Distinguished Chair a Northwestern University (USA). E' solo editor dell'Oxford Handbook of Italian Literature. Ha partecipato ai seguenti festival letterari: Galassia Gutenberg (Napoli 1994), Festival di Letteratura di Mantova (2014 e 2016), ILFest (Monaco di Baviera 2019), Festival dell'Agricoltura (Torino 2023), Letteraltura (Verbania 2024) e  Umbria Green Festival (Marsciano 2025). E' stato ripetutamente ospite degli Istituti Italiani di Cultura all'estero (Barcellona, Londra, Copenaghen, Dublino, Toronto, Tel Aviv, La Valletta, Monaco). E' stato tra gli ideatori del FILL - Festival di Letteratura Italiana a Londra.  Il suo libro la più bella del mondo ha ottenuto segnalazioni su quotidiani italiani, inglesi e americani. 

## Attività
L'attività di ricerca di Stefano Jossa si sviluppa principalmente lungo due direttrici: da un lato, la cultura del Rinascimento italiano, indagata soprattutto nei rapporti tra forme e ideologie; dall'altro lato, la costruzione dell'identità nazionale attraverso il discorso letterario. Collabora come recensore di libri e mostre alle pagine di vari quotidiani e blog, in particolare il manifesto e doppiozero. Al centro della sua esperienza critica c'è l'idea dell'opera d'arte come campo di tensioni, in cui s'incontrano, dialogando, diversità e conflitti.

## Curiosità
- Stefano Jossa è presente nei romanzi-saggi di Antonio Pascale Non scendete a Napoli e di Enrico Franceschini Londra Italia.
- È apparso sulla copertina del settimanale Sette del Corriere della Sera dell'8 agosto 2015.
- Il suo libro Un paese senza eroi è citato nelle pagine finali del romanzo Il rumore del mondo di Benedetta Cibrario.

## Opere

### Studi in volume
- Dell'università. Una storia di idee (Macerata: Quodlibet, 2025).
- (editor), Handbook of Italian Literature (Oxford: OUP, 2024 online edition; 2026 print edition).
- (con Luciano Curreri), In balia di Dante e Pinocchio. Per una critica della cultura italiana (Roma: Mauvais Livres, 2022).
- (con Jane E. Everson e Andrew Hiscock), Ariosto, the Orlando Furioso and English Culture (Oxford: Oxford University Press, 2019).
- La più bella del mondo. Perché amare la lingua italiana (Torino: Einaudi, 2018).
- (con Giuliana Pieri), Chivalry, Academy, and Cultural Dialogues: The Italian Contribution to European Modernity (Cambridge: Legenda, 2016).
- (con Claudia Boscolo), Scritture di Resistenza. Sguardi politici dalla narrativa italiana contemporanea (Roma: Carocci, 2014).
- Un paese senza eroi. L'Italia da Jacopo Ortis a Montalbano (Roma-Bari: Laterza, 2013).
- (con Andrea Cortellessa, Davide Dalmas, Domenico Scarpa, Giancarlo Alfano, Matteo Di Gesù), Dove siamo? La letteratura in Italia, oggi (Palermo: duepunti, 2011).
- (a cura di, con Yolanda Plumley e Giuliano Di Bacco), Citation, Intertextuality and Memory in the Middle Ages and Renaissance: Volume 1: Text, Music and Image from Machaut to Ariosto (Exeter: University of Exeter Press - Exeter Studies in History, 2011).
- Ariosto (Bologna: Il Mulino, 2009).
- L’Italia letteraria (Bologna: il Mulino, 2006).
- La fondazione di un genere. Il poema eroico tra Ariosto e Tasso (Roma: Carocci, 2001).
- La fantasia e la memoria. Intertestualità ariostesche (Napoli: Liguori, 1996).
- Rappresentazione e scrittura. La crisi delle forme poetiche rinascimentali (1540-1560) (Napoli: Vivarium, 1996).

### Edizioni
- (con Luciano Curreri), Bettino D'Aloja, Il viaggio di Pinocchio nell'aldila` dantesco (Roma: Mauvais Livres, 2022).
- (a cura di) Giancarlo Mazzacurati, L'albero dell'Eden. Dante tra mito e storia (Roma: Salerno Editrice, 2007).

### Articoli
- Chi sono gli eroi? Archiviato l'11 marzo 2014 in Internet Archive.
- Jep, un antieroe del nostro tempo?
- Maestri di scuola, «Sud», 2, 2004, p. 11.
- La vera sfida dello Stato: quale scuola futura, «Finesecolo», III (1997), 2-3, pp. 137–143.
- (con Giancarlo Alfano e Gianni Maffei), A lezione da Giancarlo Mazzacurati, in Con Giancarlo Mazzacurati, a cura di Vittorio Russo (Napoli: Città del Sole edizioni, 1996).

### Contributi ad atti di convegni e miscellanee
- Il cibo della mente. Appunti per una metafora, in Retorica del cibo e cibo retorico, a cura di Cristiano Spila (Roma: Bulzoni, 2004).
- Il luogo della poesia: la prigione del Tasso a Sant'Anna, in Spazi, geografie, testi, a cura di Siriana Sgavicchia (Roma: Bulzoni, 2003).
- Verso il Rinascimento (e oltre), in Per Giancarlo Mazzacurati, a cura di Giulio Ferroni (Roma: Bulzoni, 2002).

### Narrativa
Ha partecipato alla serie "Conversazioni a Belgrave Square" diretta da Marco Delogu (Quodlibet, 2016, 2017 e 2018) e contribuito alla raccolta Campania: Una risata vi seppellira`, a cura di Davide Grittani (Les Flaneurs Edizioni, 2022).